# Dede Camara
Pour les articles homonymes, voir Camara.
Dede Camara né le 22 juillet 1991 à Fria, est une nageuse guinéenne.

## Carrière
Elle a représenté la Guinée aux Jeux olympiques d'été de 2012. Camara s'est classée 46e au 100 m brasse féminin et ne s'est pas qualifiée pour les demi-finales.

## Disparition
Le 11 août 2012, un jour avant la cérémonie de clôture des Jeux olympiques, Dede Camara a disparu du siège de l'équipe guinéenne à Londres. Quelques jours plus tard, il a été révélé qu'elle faisait partie d'un groupe d'athlètes africains portés disparus et que l'on pensait se cacher ou demander l' asile au Royaume-Uni. On ne sait pas si Camara est restée en Grande-Bretagne après l'expiration de son visa, ou si elle est rentrée en Guinée, mais le gouvernement britannique a révélé en 2015 que 132 athlètes et entraîneurs de Londres 2012 n'étaient pas rentrés chez eux et étaient toujours en Grande-Bretagne à ce moment-là,.